# Larsbreen
Larsbreen är en glaciär på Spetsbergen i Svalbard, söder om Longyearbyen. Den är en omkring 3,5 kilometer lång glaciär, som går från Trollsteinen (850 meter över havet) och Lars Hiertafjellet (876 meter över havet) i söder, och går åt nordväst och in i Longyeardalen, söder om Adventfjorden i Nordenskiölds land. 
Larsbreen syns från Longyearbyen. Den har motat framför sig stora moränmassor, vilka ligger vid ändan av berget Sarkofagen.
Det har vaskats ut sten med fossiler av lövträd från kritatiden framför glaciären, och dessa kan återfinnas längs Longyearälven nedanför dalen.
Glaciären är uppkallad efter den svenske förläggaren och politikern Lars Johan Hierta (1801–1872). Han var en viktig finansiär av forskning, och hans stiftelser gav stora belopp till den svenska utforskningen av Spetsbergen.

### Noter

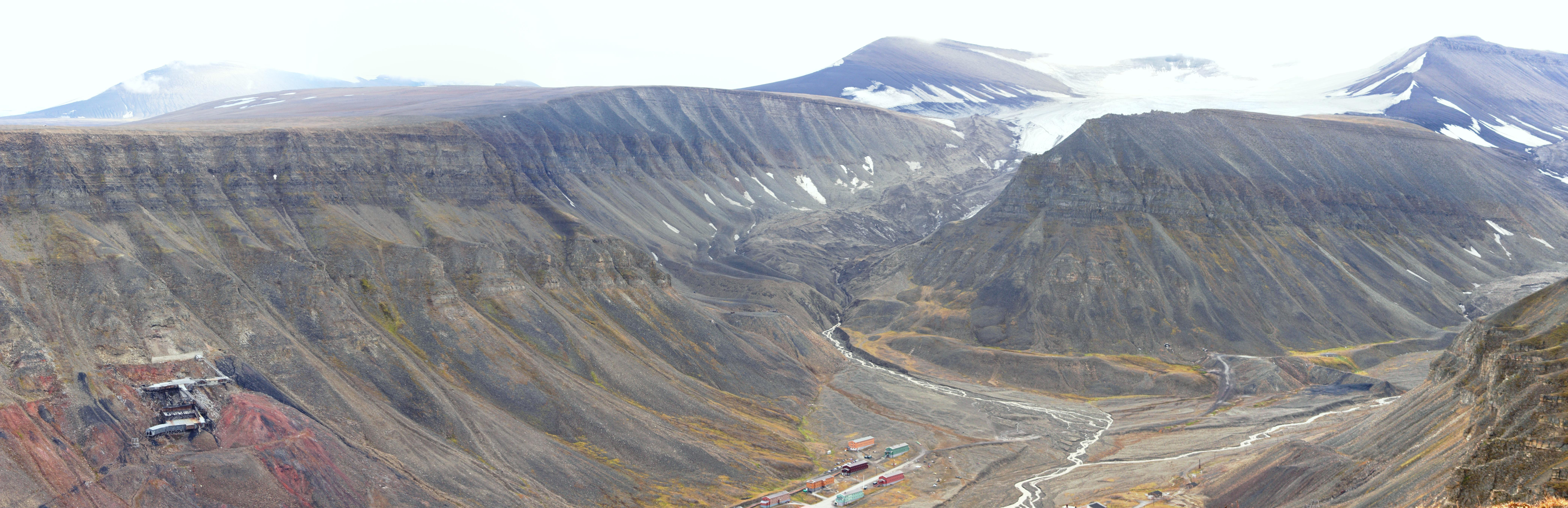
Longyeardalen med Larsbreen. Till höger i bilden Sarkofagen och Lars Hiertafjellet. Till vänster i bilden finns Gruve 2b och i bildens nederkant Nybyen i Longyearbyen